# Berliner Tor (Wesel)

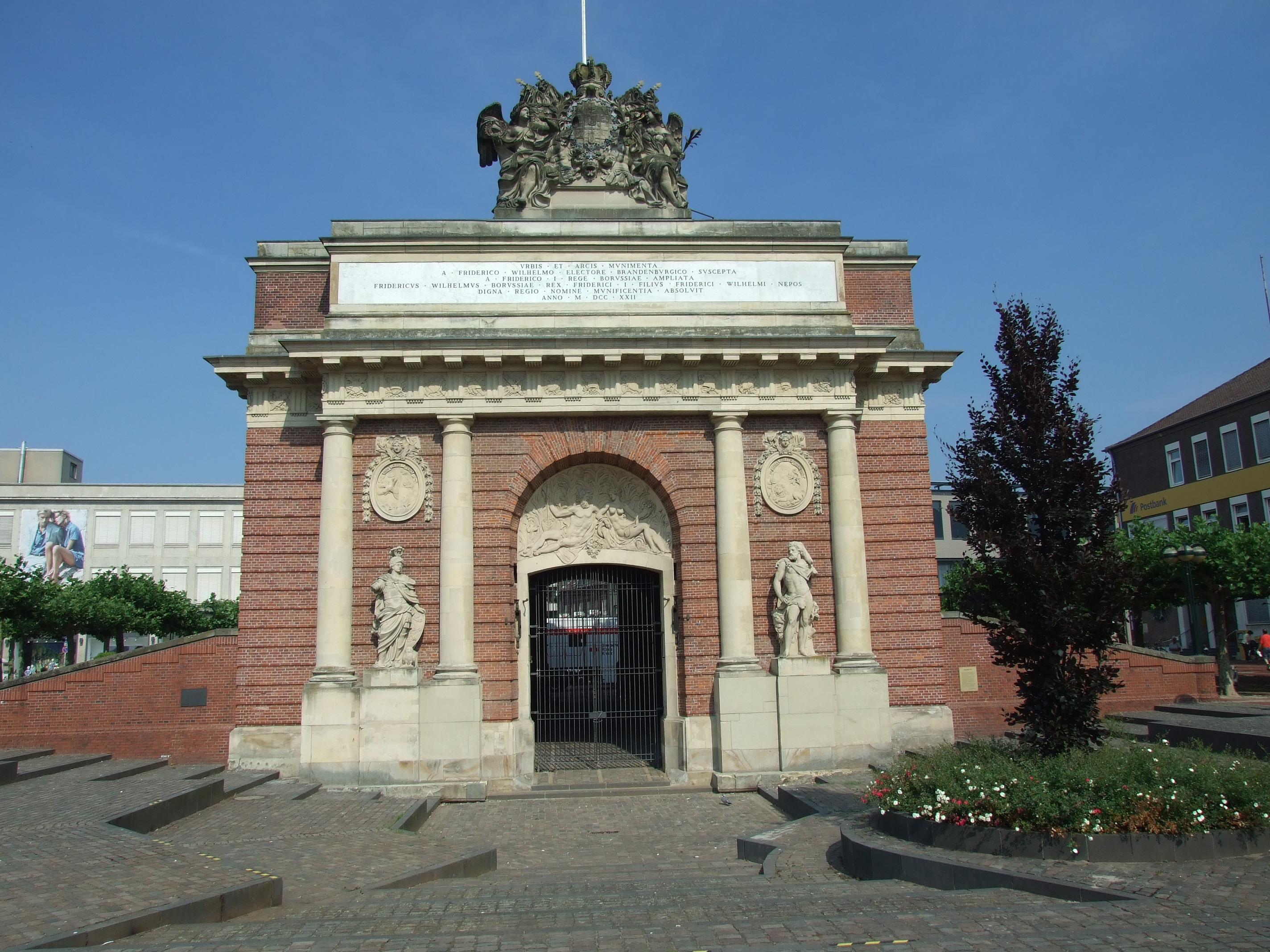
Wesel, Berliner Tor (2010)

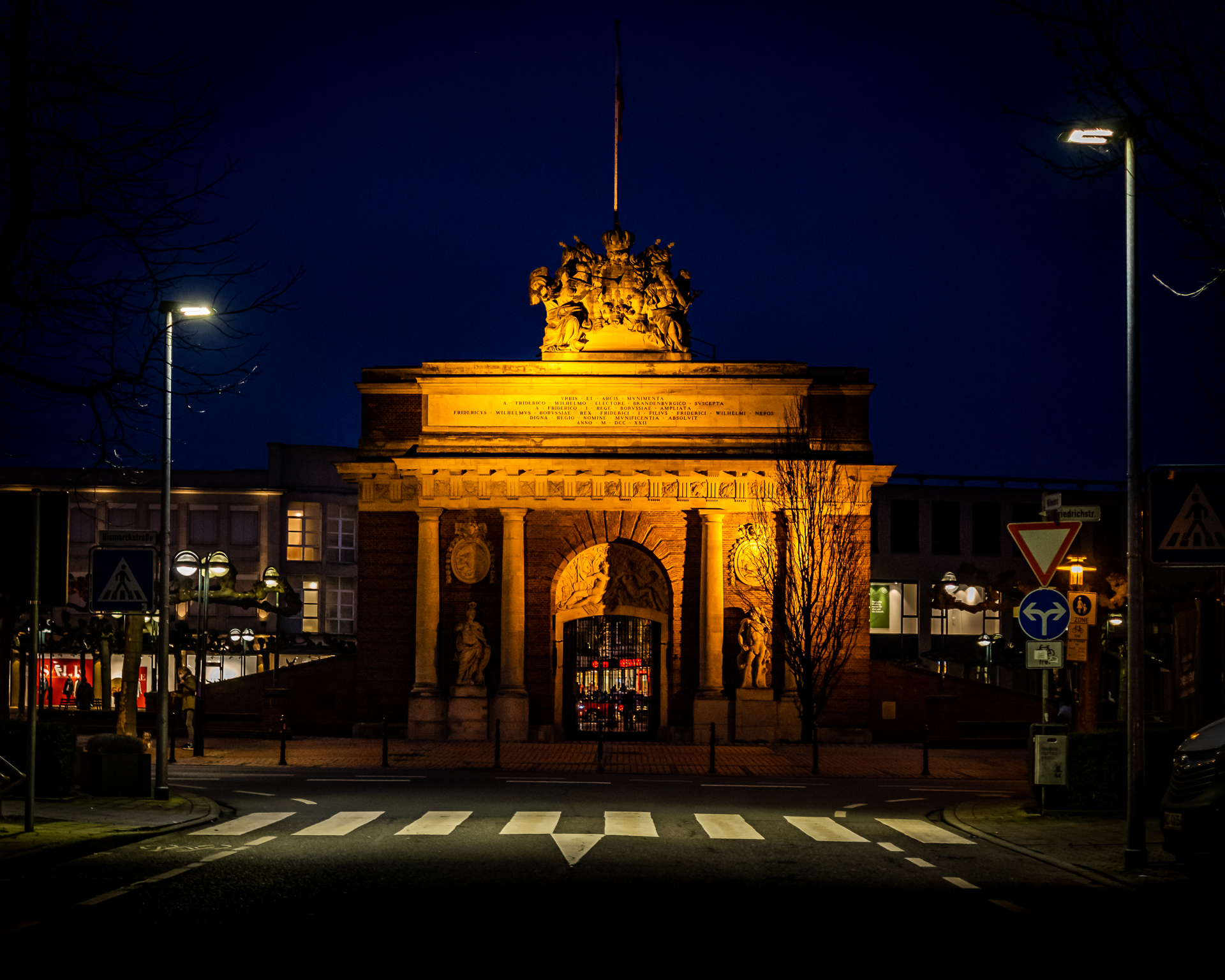
Wesel, Berliner Tor bei Nacht (Januar 2022)

Das Berliner Tor in Wesel ist ein Bestandteil der Festung Wesel und wurde vom Festungs- und Hofbaumeister Jean de Bodt 1718 bis 1722 erbaut.
Es befindet sich auf der Ostseite der Weseler Innenstadt und ist das einzige noch erhaltene Tor der ehemaligen Festung Wesel. Es wurde im Stil des preußischen Barock errichtet und 1791 erneuert. Im Zuge der Entfestigung 1890–1895 und vor allem Ende des Zweiten Weltkriegs wurde es schwer beschädigt. Dennoch ist seine repräsentative Funktion klar zu erkennen. Als ein Teil der Festung hat es nur einen einzigen Durchgang.
Das Berliner Tor wird auf der Feldseite von einer Trophäe gekrönt mit der allegorischen Darstellung des Ruhmes und des guten Rufes. Sie ist, wie auch der übrige bauplastische Schmuck, ein Werk Guillaume Hulots. Es handelt sich jedoch um eine Nachbildung aus dem 19. Jahrhundert. Die Stadtseite wurde im Zweiten Weltkrieg zerstört. Die lateinische Inschrift auf dem Sims lautet: Die Befestigung der Stadt und der Zitadelle, welche von dem Kurfürsten von Brandenburg Friedrich Wilhelm angefangen und von Friedrich, dem ersten Könige von Preußen, erweitert worden, hat König Friedrich Wilhelm von Preußen, ein Sohn Friedrichs I und ein Enkel Friedrich Wilhelms, auf eine so freigebige als einem Könige wohlanständige Art vollendet. 1722.
Zwischen jeweils zwei dorischen Säulen befinden sich ebenfalls auf der Feldseite die überlebensgroßen Figuren der Minerva und des Herakles. Über den aus Sandstein gehauenen Figuren ist jeweils ein Medaillon angebracht. Sie zeigen einen schlafenden Löwen mit der lateinischen Umschrift: Selbst in der Ruhe zu fürchten und den fliegenden preußischen Adler mit der ebenfalls lateinischen Umschrift: Er weicht der Sonne nicht der Devise Friedrich Wilhelms I.
Der Platz um das Tor wurde 1984 neu gestaltet.